# Čtvercově pyramidální molekulová geometrie

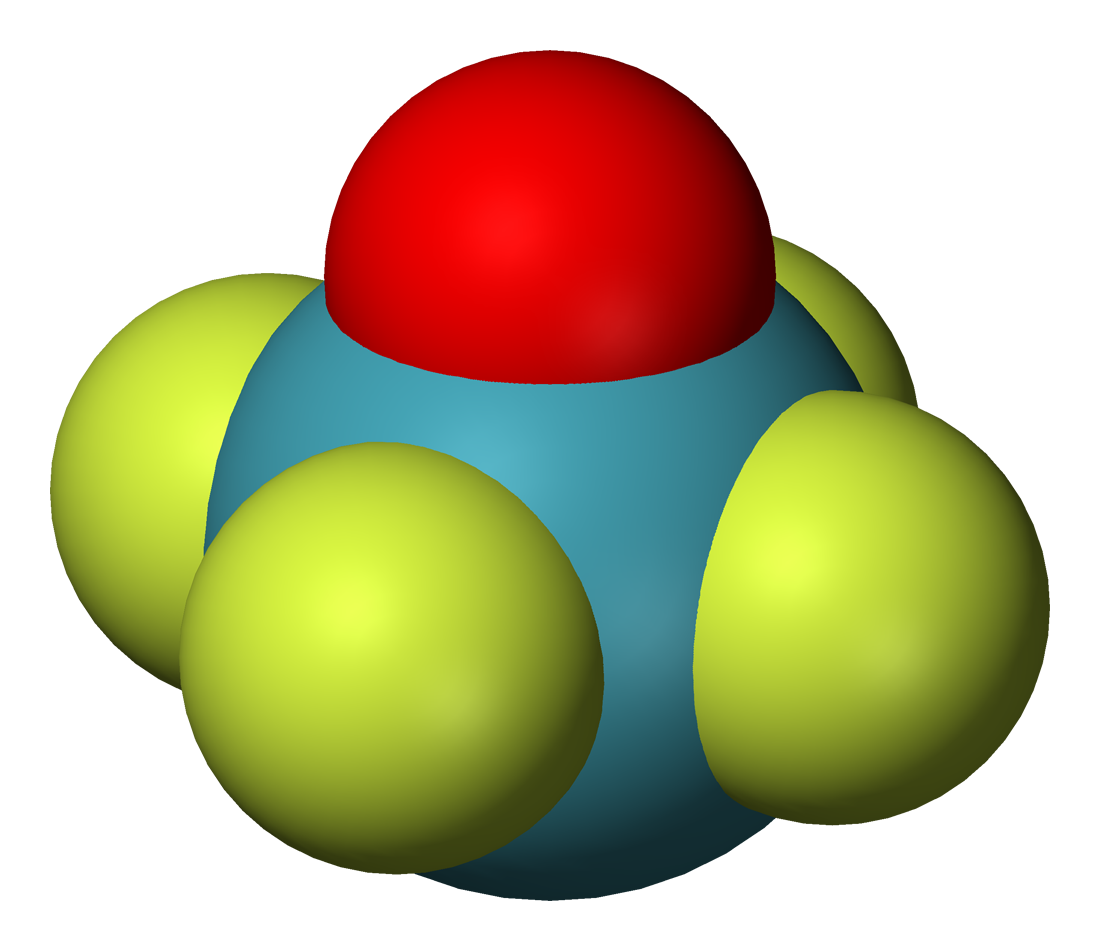
Struktura oxyfluoridu xenonového, jedné z molekul se čtvercově pyramidální geometrií

Čtvercově pyramidální molekulová geometrie je druh molekulové geometrie u molekul typu ML5, kde L je ligand. Pokud jsou atomy ligandu navzájem propojeny, tak molekula zaujme tvar čtyřbokého jehlanu a grupa symetrie je pak C4v. Tato geometrie je častá u některých sloučenin prvků hlavní skupiny, které mají, podle teorie VSEPR, stereochemicky aktivní volné elektronové páry. Některé sloučeniny, například [Ni(CN)5]3− vytváří trigonálně bipyramidální i čtvercově pyramidální struktury.

## Jako přechodný stav při Berryho pseudorotacích
Trigonálně bipyramidální molekuly procházejí Berryho pseudorotací, která probíhá přes meziprodukt se čtvercově pyramidální geometrií; z tohoto důvodu se taková geometrie málokdy vyskytuje v základních stavech molekul, ale lze ji vytvořit i malým narušením trigonální bipyramidy.
Pseudorotace nastává i u čtvercově pyramidálních molekul. Takové molekuly se vyznačují, oproti trigonálně bipyramidálním, silnějšími vibracemi. Mechanismus je podobný Berryovu.

## Příklady
Ke sloučeninám se čtvercově pyramidální geometrií patří mimo jiné oxyfluorid xenonový (XeOF4), pentafluoridy halogenů (XF5, kde X = Cl, Br, I). a vanadičité komplexy, například vanadylacetylacetonát, [VO(acac)2] (acac = acetylacetonát, anion odvozený od acetylacetonu).